# Mortadela

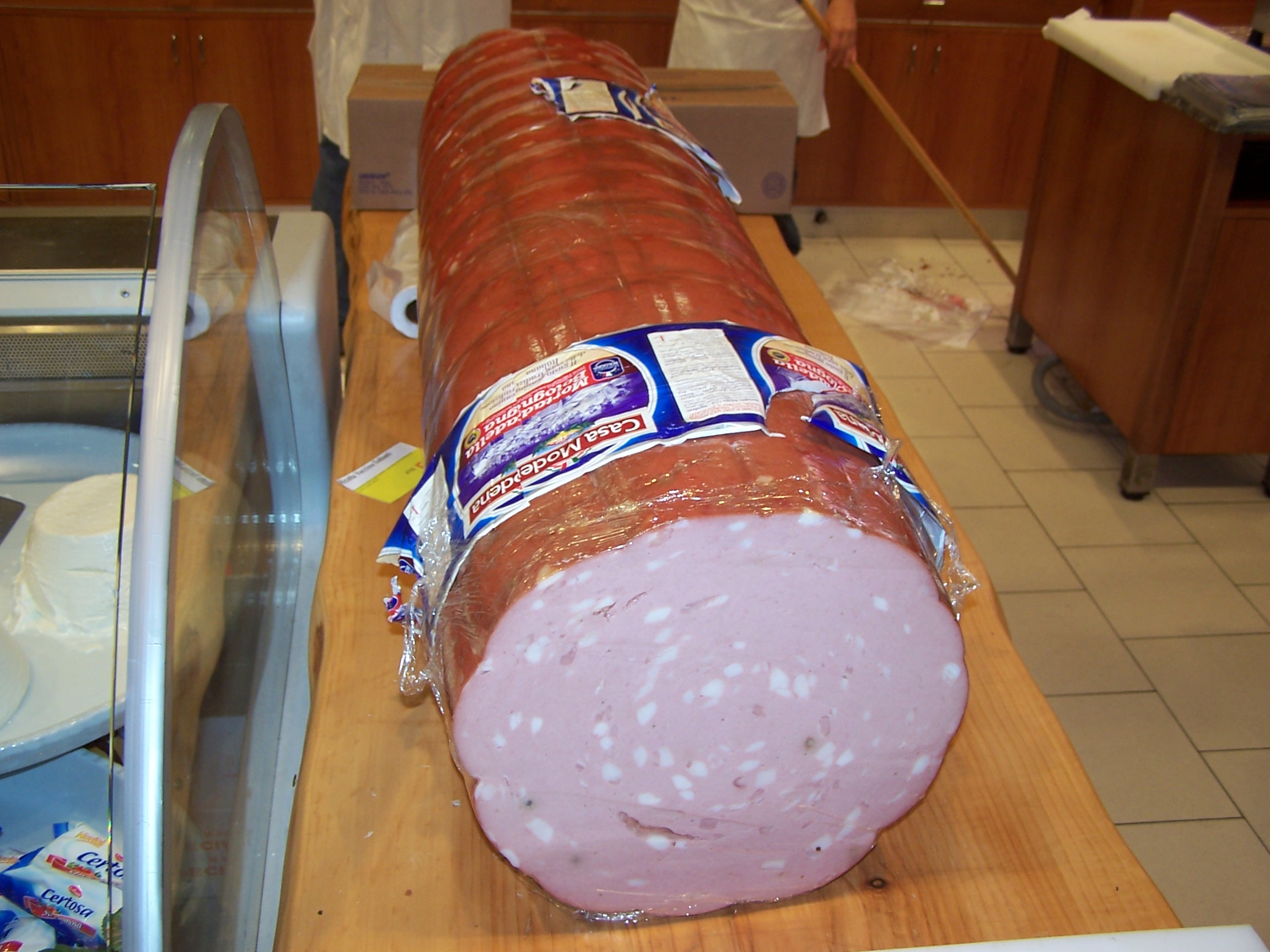
Mortadela

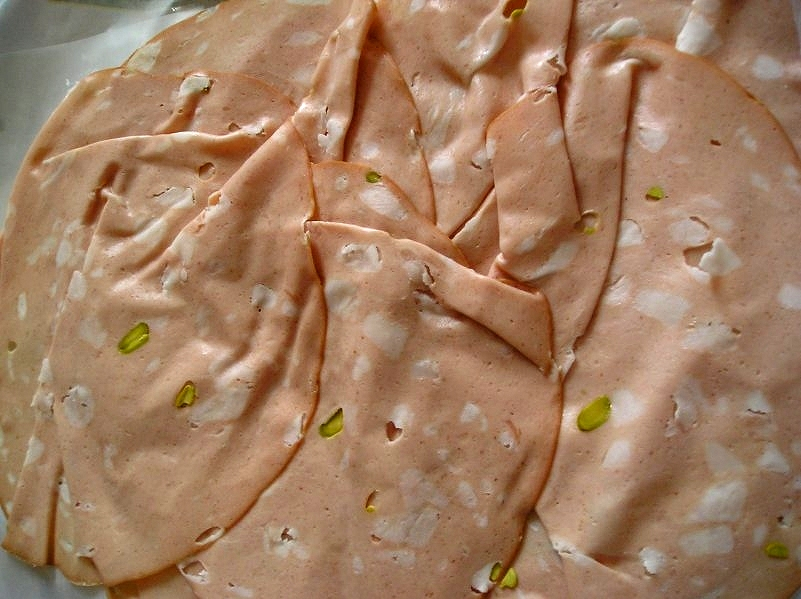
Mortadela cortada em fatias finas

Mortadela (em italiano, mortadella) é um enchido (português europeu) ou embutido (português brasileiro) feito de carne de bovinos, suínos, de aves e de cubos de gordura. Os temperos geralmente usados incluem pimenta preta (inteira ou moída), murta, noz moscada e coentro.

## Etimologia
Existem duas teorias sobre a origem da palavra mortadela. A primeira indica que o recheio de porco que este enchido contém era, no passado, moído finamente, de forma tradicional, até chegar a uma consistência de goma, sendo usado para este efeito um almofariz, conhecido em Italiano como mortaio, do latim mortarum. O nome poderia, assim, ser proveniente da utilização deste instrumento.
A segunda teoria sugere que o nome mortadela pode ser derivado de uma salsicha romana temperada com murta, em vez de pimenta, designada pelos romanos como farcimen mirtatum.

## História
A mortadela teve origem em Bolonha, na Itália. De idade indefinida, a origem da mortadela remonta ao Império Romano, conforme demonstra trecho de lápide com dois mil anos exibida na entrada do Museu Arqueológico de Bolonha onde é representado um criador tocando uma vara de porcos enquanto outro homem utiliza um pilão, provavelmente para triturar carne suína.
Um relato de uma linguiça similar à mortadela datado de 1376 pode ser a referência escrita mais antiga da iguaria.
A importância da mortadela na Itália é tão elevada que em 24 de outubro de 1661 foi emitido decreto pelo Cardeal Girolamo Farnese em que se estabelecem as regras de produção e venda, sob pena de multa, cassação da licença para produzir e comercializar o produto e de tortura por dependuramento aos infratores. Trata-se da segunda norma mais antiga sobre produção de alimentos da Europa, após somente a famosa Lei de Pureza da Cerveja, da Bavária.
Foi levada para a América Latina pelos imigrantes italianos, no início do século XX, sendo hoje popular no Brasil, na Argentina e no Uruguai. Em meados do século 20 tornou-se também popular em Portugal, onde são hoje comuns diversas variedades (pimenta, azeitona, pimentos verde e vermelho, alcaparra).

## Indicação Geográfica Protegida
A designação Mortadella Bologna é uma Indicação Geográfica Protegida, de acordo com as normas da União Europeia

## Variações

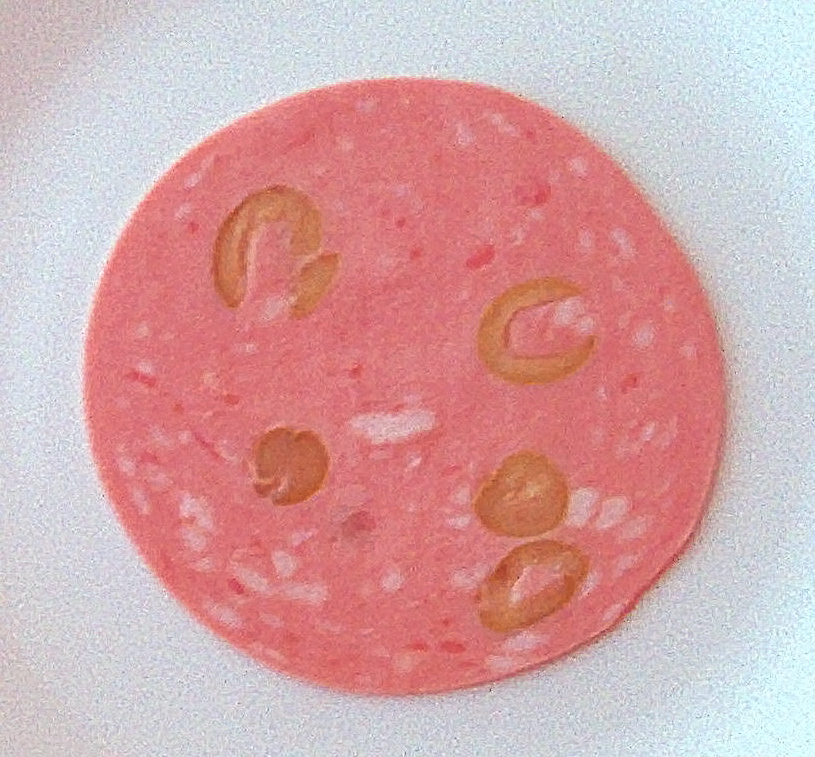
Mortadela com azeitonas

Noutras regiões da Itália, para além da versão bolonhesa, existem outras variações, tais como a de Prato, na região da Toscânia, temperada com alho, e a de Amatrice, no norte do Lácio, com um sabor ligeiramente defumado.

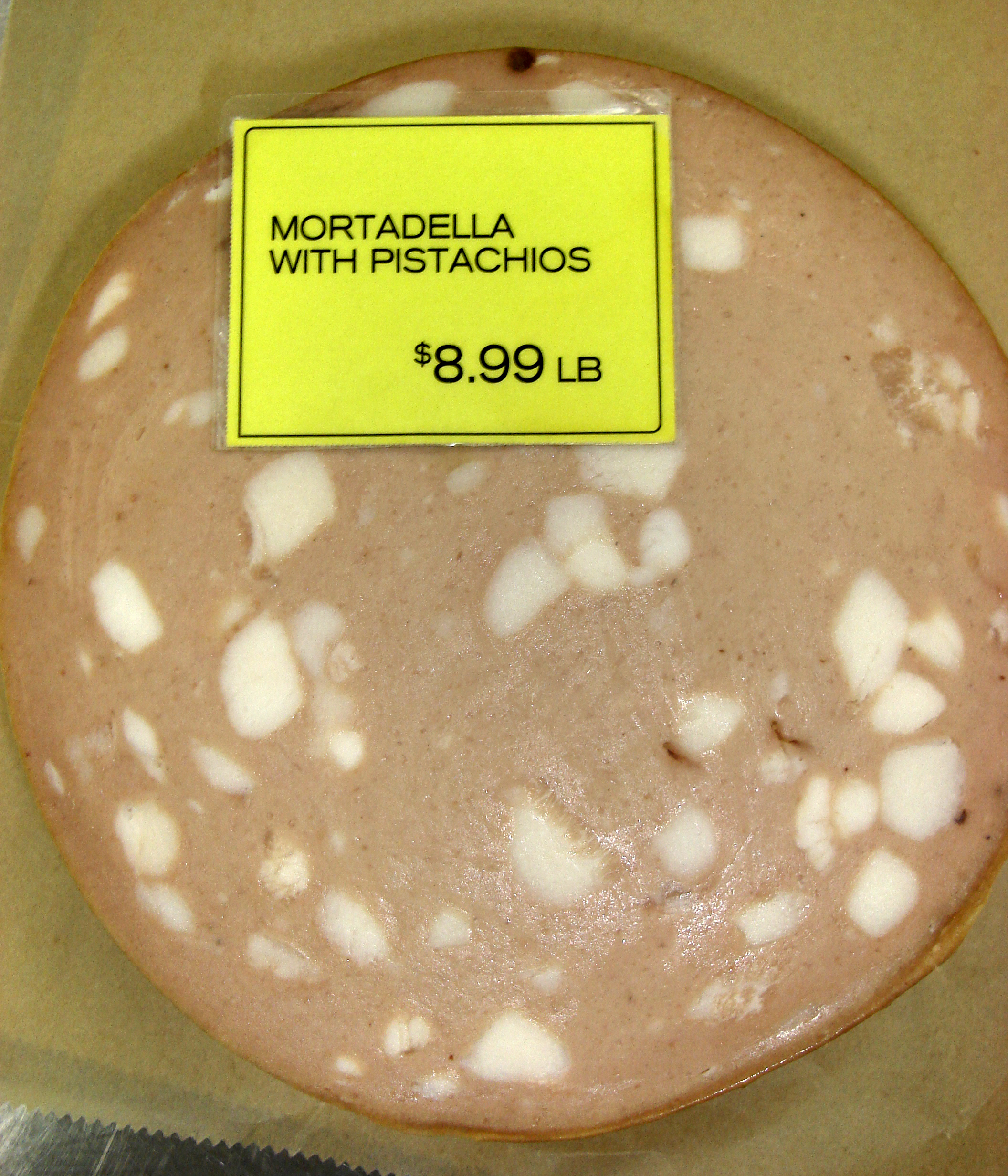
Mortadela com pistáchios

A mortadela é também popular no Irão, onde é produzida com carne de bovino ou borrego e conhecida como martadela ou colboss. Em Portugal e na Espanha são consumidas variedades recheadas com azeitonas e pimentos vermelhos. Na Itália e nos Estados Unidos da América, são comercializadas mortadelas recheadas com pedaços de pistáchio. No Brasil, mortadelas de qualidade são compostas de 50% de carnes, 10% de miúdos, 25 a 30% de gordura.

## Gastronomia
O sanduíche de mortadela é um prato tradicional do Mercado Municipal de São Paulo, que é muito frequentado por turistas em busca do famoso lanche. O sanduíche é feito com pão francês e cerca de 300 gramas de mortadela fatiada. 